# NGC 1514
NGC 1514 (aussi appelé la nébuleuse de la boule de cristal) est une nébuleuse planétaire située dans la constellation du Taureau. Elle a été découverte par l'astronome germano-britannique William Herschel le 13 novembre 1790.

## Observation
Avec une magnitude visuelle apparente de 10,19, on doit utiliser des jumelles l'ouverture est d'au moins 80 mm ou un petit télescope pour l'observer.  

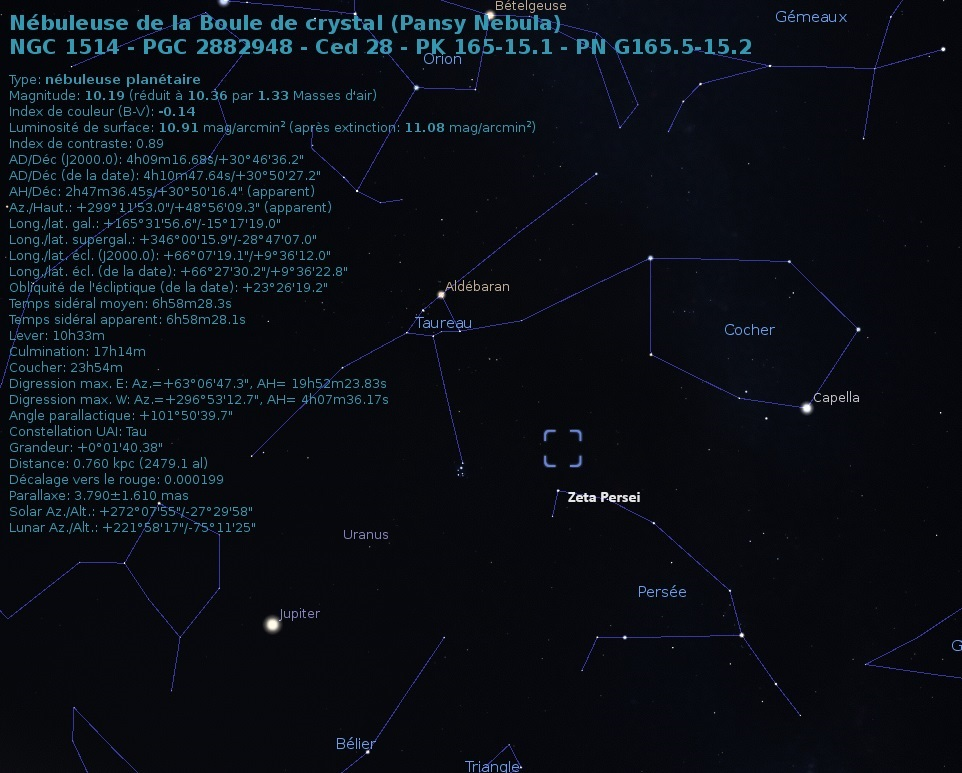
Localisation de NGC 1514 dans la constellation du Taureau. (Stellarium)

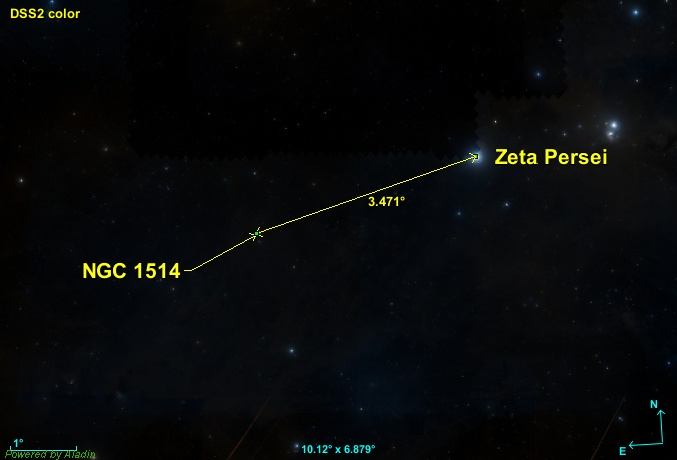
Position de NGC 1514 par rapport à une étoile de la constellation de Persée.

La nébuleuse NGC 1514 est dans la constellation du Taureau, mais à la frontière de Persée. Elle est située à environ 3,5 degrés au sud-est de Zeta Persei.

## Caractéristiques

### Distance
Selon les données publiées par Gaia EDR3 en 2020, la parallaxe de NGC 1514 est égale à 2,203 4 ± 0,017 1 mas, ce qui correspond à une distance de 454 ± 15 pc (∼1 480 al)

### Taille
La taille apparente de la nébuleuse est de 2,2',, ce qui, compte tenu de la distance et grâce à un calcul simple, équivaut à une taille réelle de 0,94 ± 0,03 al. 

### Vitesse
On ne trouve aucune valeur de la vitesse de NGC 1514 dans les sources consultées.

## Étoile centrale

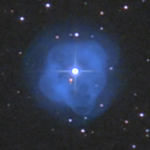
Image de NGC 1514 prise par Oleg Milantiev.

Au centre de la nébuleuse, on trouve un système binaire d'étoiles à longue période. L'image de la nébuleuse planétaire prise dans l'infrarouge par le satellite WISE montre que la nébuleuse est constituée d'une paire d'anneaux. Cette nébuleuse fait l'objet d'observations dans le visible depuis plus de 200 ans, mais ce sont les observations dans l'infrarouge qui ont révélé cette étonnante paire d'anneaux. De plus, les astronomes qui ont réalisé cette étude expliquent cette double structure par la présence d'un système binaire d'étoiles vieillissantes au centre de la nébuleuse.